# Bebelplatz
Bebelplatz (pol. „Plac Bebela”) – prostokątny plac, znajdujący się w Berlinie, w dzielnicy Mitte, przy alei Unter den Linden. W latach 1743–1910 nosił nazwę Platz am Opernhaus, zaś w latach 1910–1947 Kaiser-Franz-Joseph-Platz. Obecnie jest uważany za jeden z najpiękniejszych berlińskich placów, a także za jedno z historycznie najważniejszych miejsc w tym mieście.

## Położenie i dojazd
Plac Bebelplatz jest położony bezpośrednio przy alei Unter den Linden, po jej południowej stronie. W pobliżu znajdują się przystanki autobusowe Berlin, Staatsoper i Berlin, Unter den Linden/Friedrichstraße oraz tramwajowy Berlin, Universitätsstraße. W bezpośrednim zasięgu placu mieszczą się również stacje kolei S-Bahn: Französische Straße, Friedrichstraße i Unter den Linden, a także stacje metra: Französische Straße, Friedrichstraße i Unter den Linden.

## Historia

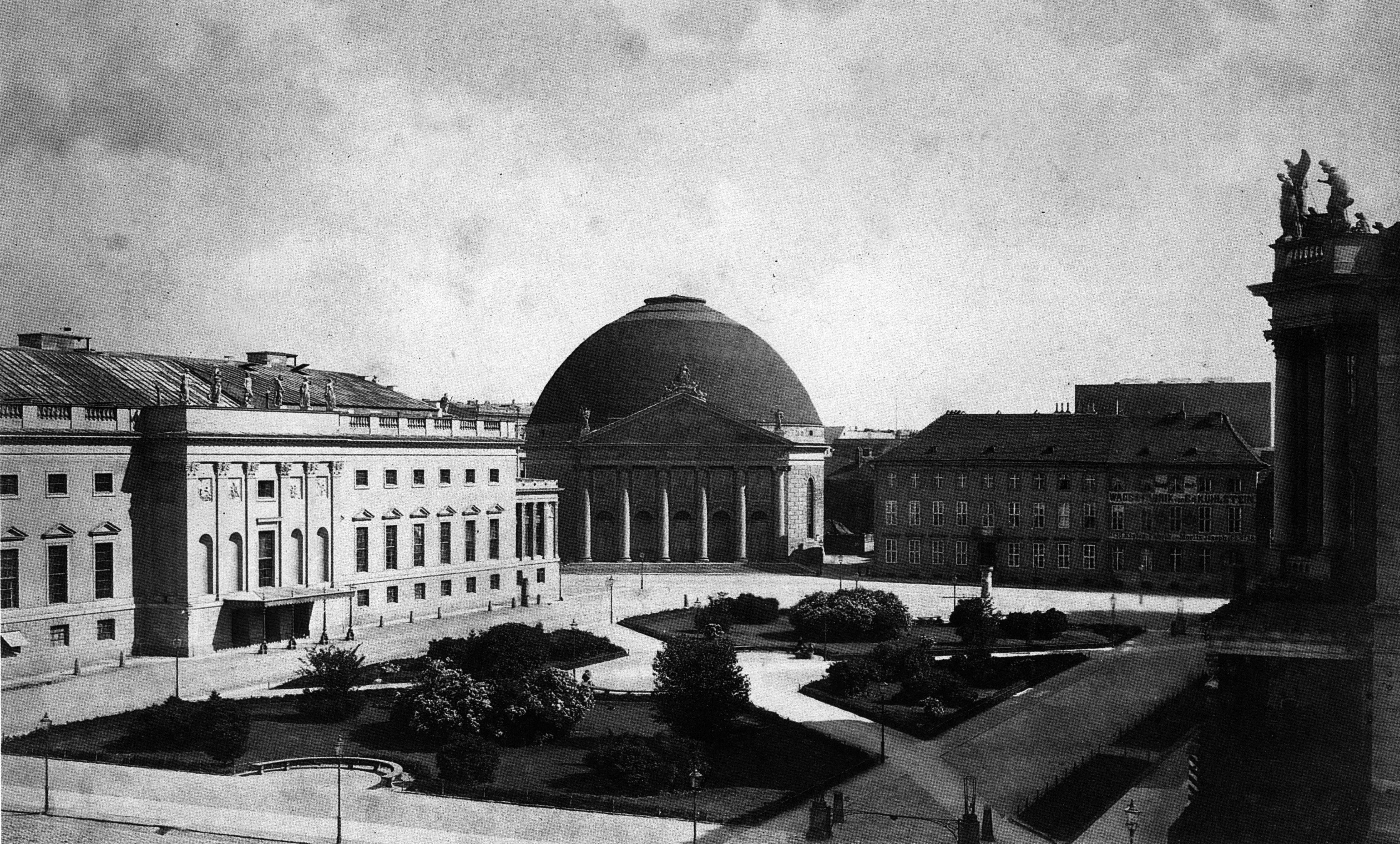
Plac w 1880 roku

Prostokątny, całkowicie wybrukowany plac powstał w latach 1741–1743 pod kierownictwem architekta Georga Wenzeslausa von Knobelsdorffa jako część opracowanego przez pruskiego króla Fryderyka II Wielkiego założenia urbanistycznego o nazwie Forum Fridericianum. Pierwotna koncepcja zakładała utworzenie wielkiego placu z gmachem opery, budynkiem akademii i królewskim pałacem miejskim, jednak z powodu różnych problemów król musiał z niej zrezygnować i ostatecznie, po wybudowaniu budynku Opery Państwowej stworzono przy nim znacznie mniejszy plac, nazwany Platz am Opernhaus. Pod koniec XVIII wieku obok budynku opery wybudowano katolicką Katedrę św. Jadwigi, zaś po zachodniej stronie placu Königliche Bibliothek (pol. „Biblioteka Królewska”) i pałac Altes Palais.
W latach 1845–1846 przeprowadzono przebudowę placu według projektu Petera Josepha Lennégo. 18 sierpnia 1910 roku plac otrzymał nazwę Kaiser-Franz-Joseph-Platz na cześć władcy Austro-Węgier Franciszka Józefa I. W 1928 roku miała miejsce kolejna przebudowa placu, zaprojektowana przez Eduarda Fürstenaua.
10 maja 1933 roku na placu odbyła się berlińska część akcji palenia książek w Niemczech, zapoczątkowanej dwa miesiące po dojściu Adolfa Hitlera do władzy i realizowanej przez studentów, profesorów oraz członków nazistowskich organizacji. Na Kaiser-Franz-Joseph-Platz spalono wtedy ponad 20 tysięcy książek uznanych przez władze za „nieniemieckie” i napisanych m.in. przez takich autorów, jak: Erich Kästner, Stefan Zweig, Heinrich Heine, Bertolt Brecht, Franz Kafka, Karl Marx, Heinrich Mann, Alfred Döblin, Kurt Tucholsky i Carl von Ossietzky.
Podczas II wojny światowej zabudowa placu została całkowicie zniszczona. Po zakończeniu działań wojennych przeprowadzono odbudowę zewnętrznych form położonych przy placu budynków. 31 lipca 1947 roku placowi nadano nazwę Bebelplatz pochodzącą od nazwiska Augusta Bebela, polityka partii SPD.

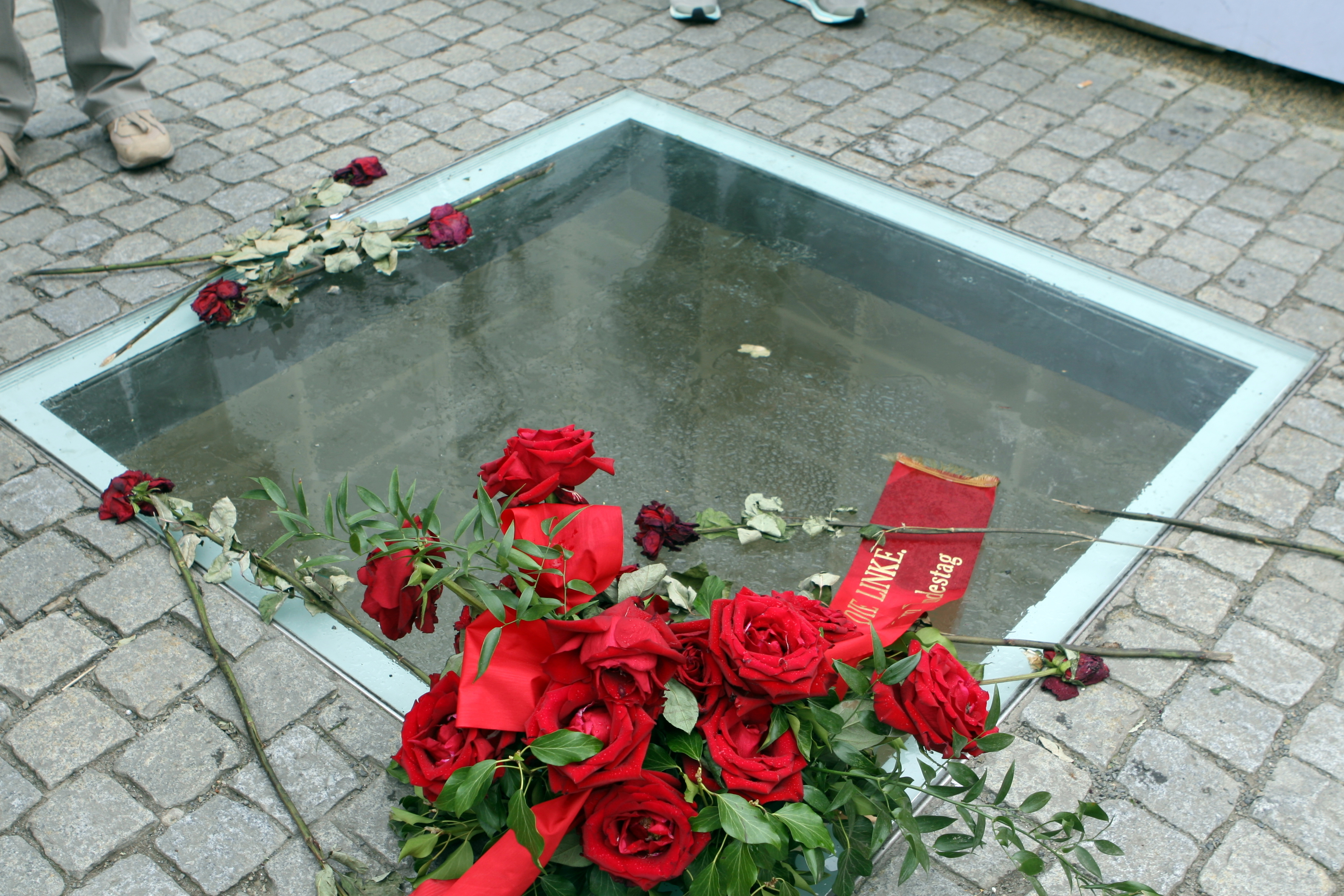
Pomnik zapadłej biblioteki

20 marca 1995 roku na Bebelplatz otwarto stworzony przez izraelskiego artystę Michę Ullmana Versunkene Bibliothek (pol. „Pomnik zapadłej biblioteki”), upamiętniający wydarzenia z 10 maja 1933 roku. Jest to pomieszczenie, znajdujące się około 5 m pod ziemią, do którego nie można wejść – istnieje jedynie możliwość jego zobaczenia przez umieszczoną w nawierzchni placu szybę. W pomieszczeniu tym są umieszczone puste regały, mogące pomieścić dokładnie 20 tysięcy książek. Nad szybą znajdują się wykonane z brązu płyty z informacjami o historycznym tle, twórcy oraz czasie powstania pomnika. Na jednej z nich widnieje również napis, będący cytatem z Heinricha Heinego: „To tylko preludium – tam, gdzie pali się książki, w końcu pali się też ludzi”.
Od grudnia 2004 roku pod Bebelplatz znajduje się przestronny, dwupoziomowy, podziemny parking z bezpośrednim dostępem do Opery Państwowej. Może on pomieścić 462 samochody.

## Budynki przy Bebelplatz
- Staatsoper Unter den Linden
- Prinzessinnenpalais
- Katedra św. Jadwigi
- Altes Palais
- Hotel de Rome
- Alte Bibliothek[3]